# Pueraria pulcherrima
Pueraria pulcherrima är en ärtväxtart som först beskrevs av Sijfert Hendrik Koorders, och fick sitt nu gällande namn av Koord.-schum. Pueraria pulcherrima ingår i släktet Pueraria och familjen ärtväxter. Inga underarter finns listade i Catalogue of Life.